# 클라라 하스킬
클라라 하스킬(Clara Haskil, 1895년 1월 7일 ~ 1960년 12월 7일)은 루마니아의 피아노 연주자이다. 고전파와 초기 낭만파 작곡가의 피아노 작품, 특히 모차르트와 슈만의 피아노 작품의 연주가 호평을 받는다. 알프레드 코르토에게서 사사했다.
스위스에서는 그의 공적을 기념하여 클라라 하스킬 피아노 콩쿠르가 열린다.

## 생애
쿠레슈티 태생으로 어려서부터 측만증으로 고민했다. 비엔나와 파리에서 피아노를 배우고, 파리 콩세르바투아르를 마친 이후에는 병 때문에 장기간 요양한다. 바이올리니스트 에네스코, 첼리스트 카잘스의 반주를 담당하기도 했다. 복귀 이후에도 그녀가 인정 받고 싶었던 프랑스 국내에서는 밝지 않은 시간을 보내게 되었지만, 제2차 세계 대전으로 나치 독일이 프랑스로 진주하면서, 마르세이유를 경유해 스위스로 입국한 하스킬은 스위스와 네덜란드를 활동의 기반으로 삼게 된다.
1950년을 전후로 하여 각광받기 시작한 하스킬은 카라얀을 비롯한 저명한 지휘자나 카살스, 채플린과의 만남, 그리고 고대하던 프랑스를 비롯한 유럽 여러 나라에서의 활동 등으로 날개를 펴기 시작했다. 또한 이 시대부터 필립스와 도이치 그라모폰등에 레코딩을 남기기 시작했다. 그러나 선천적으로 병약한데다 사교적이지 못한 것을 생각하면, 다른 동시대의 연주자와 비교할 때 활발한 활동이라고는 볼 수 없다. 다만 ‘어디에서도 열광적인 청중이 맞이한다’는 점을 얻게 되었다. 지휘자 페렌츠 프리차이와의 모차르트 피아노 협주곡 녹음이 유명하다.
특히 1953년부터 명바이올리니스트인 아르투르 그뤼미오와의 콤비는 유명하다. 1960년에 그뤼미오와의 연주를 위해 브뤼셀역에 도착했을 때, 손을 건넨 그뤼미오 부인의 도움을 거절하고 열차에서 내려 계단을 올라가던 하스킬은 홈에서 발을 헛디뎌 쓰러진다. 이후 급하게 입원한 병원에서, 다음 날 아침 일찍 하스킬은 사망했다. 클라라 하스킬의 무덤은 프랑스 파리의 몽파르나스 묘지에 있다.

## 참고 문헌
- 이 문서에는 다음커뮤니케이션(현 카카오)에서 GFDL 또는 CC-SA 라이선스로 배포한 글로벌 세계대백과사전의 내용을 기초로 작성된 글이 포함되어 있습니다.